# Alchornea liukiuensis
Alchornea liukiuensis är en törelväxtart som beskrevs av Bunzo Hayata. Alchornea liukiuensis ingår i släktet Alchornea och familjen törelväxter. Inga underarter finns listade i Catalogue of Life.